# Tebirkes

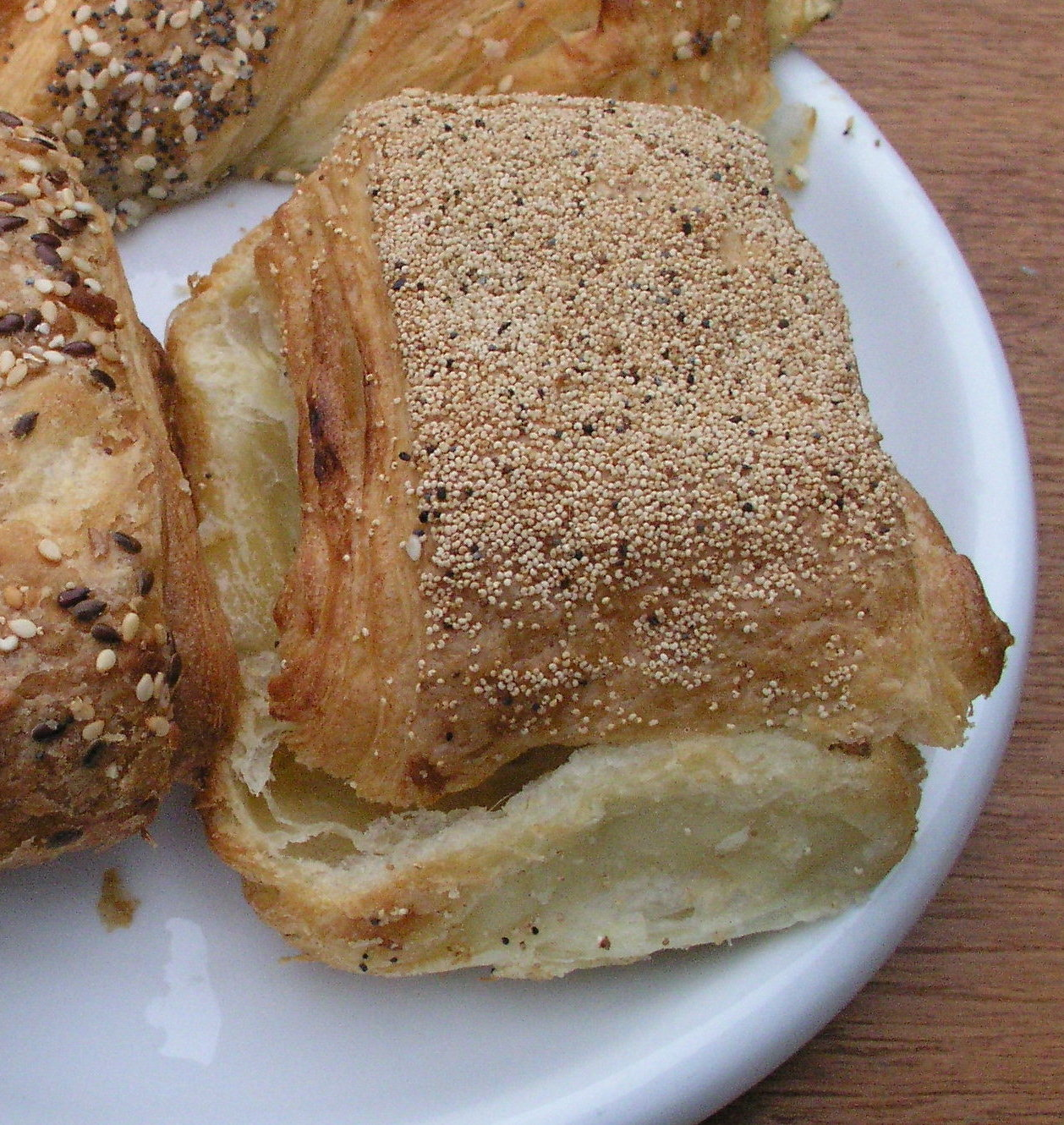
Tebirkes

Tebirkes (por vezes thebirkes, københavnerbirkes ou grovbirkes) é um bolo tradicional de culinária da Dinamarca,
Consiste de duas camadas de massa folhada wienerbrød, separadas por uma camada de recheio de remonce, à base de maçapão. É coberto com sementes de papoila.
O remonce confere-lhe uma consistência de caramelo.
O nome tebirkes é derivado das palavras dinamarquesas te (significando "chá") e birkes (significando "sementes de papoila").
O bolo foi levado para a Dinamarca por pasteleiros austríacos que se fixaram em Copenhaga em finais do século XIX. 
Com o passar do tempo, os pasteleiros dinamarqueses adaptaram a receita ao gosto local, incorporando o recheio de maçapão e colocando as sementes de papoila por cima.

## Variações

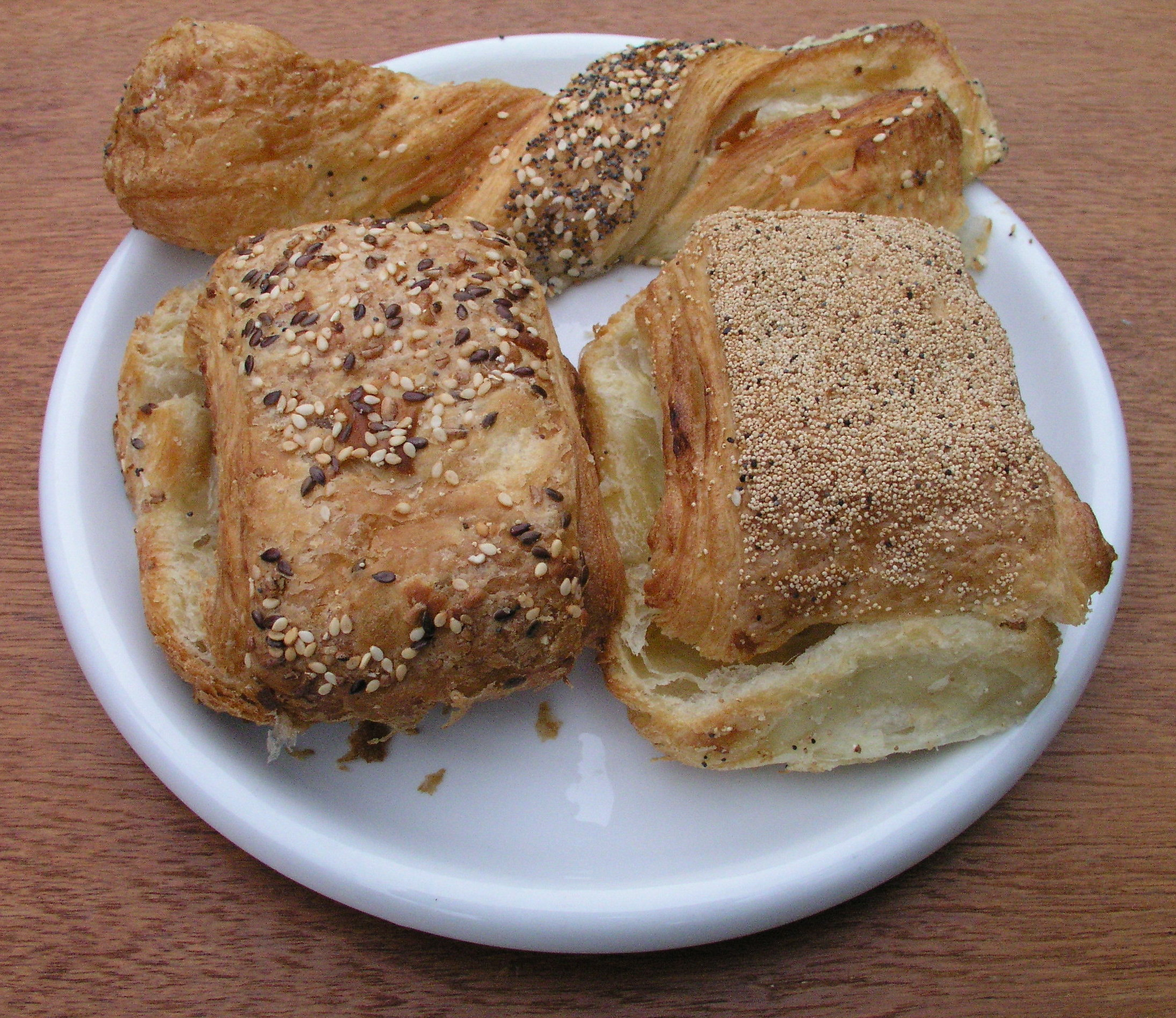
Grovbirkes (esquerda), tebirkes (direita) e frøsnapper (cima)

Existem diversas variações do terbirkes,  das quais se destacam:
- Birkes - sem remonce.
- Grovbirkes - sem remonce e com sementes grossas por cima.
- Tebirkes - com ou sem remonce; também chamado smørbirkes.
- Chokoladebirkes - tebirkes com chocolate.
- Ostebirkes - tebirkes recheado com queijo.
- Havrebirkes - um grovbirkes feito com aveia.
- Frøsnapper - obtém-se esticando e torcendo a massa do terbirkes antes de ir ao forno.